# Śankhaćunni
Śankuhaćunni – w hinduizmie duch rodzaju żeńskiego. Śankuhaćunni „powstać” może po śmierci prawowitej żony, która zmarła przed swoim małżonkiem czyniąc go wdowcem. Zjawy te opisywane są jako postacie białej barwy. Czyhają na nieostrożnych ludzi w czasie nocy w pobliżu drzew niektórych gatunków.